# وينديل بي. كاي
وينديل بي. كاي هو محامي وسياسي أمريكي، ولد في 17 أغسطس 1913 في إلينوي في الولايات المتحدة، وتوفي في 29 يونيو 1986 في أنكوريج في الولايات المتحدة. نشط حزبياً في الحزب الديمقراطي. وقد انتخب عضو مجلس نواب ألاسكا ‏.